# (31444) 1999 CW2
1999 سي دابليو 2 (ويعرف أيضًا باسم (31444) 1999 سي دابليو 2 وفق تسمية الكوكب الصغير) (بالإنجليزية: 1999 CW2)‏ هو كويكب ضمن حزام الكويكبات؛ وترتيبه 31444 من حيث الاكتشاف.
اكتُشف هذا الجُرم الفلكي بواسطة James M. Roe ‏ في 9 فبراير 1999.

## وصلات خارجية
- (31444) 1999 CW2 في قاعدة بيانات مختبر الدفع النفاث لأجرام النظام الشمسي الصغيرة

- الاكتشاف · مخطط المدار ·  العناصر المدارية · المعلمات المادية

- (31444) 1999 CW2 على موقع ويكي سكاي: DSS2, SDSS, GALEX, IRAS, Hydrogen α, X-Ray, Astrophoto, Sky Map, Articles and images